# Mock the Week

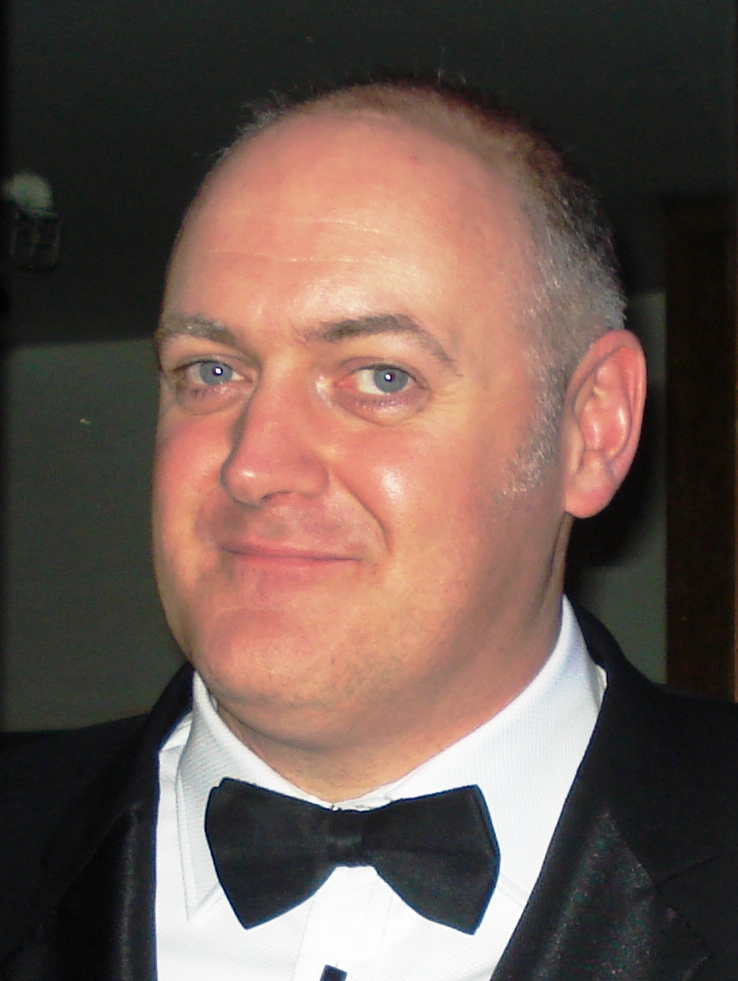
Moderator Dara Ó Briain

Mock the Week (übersetzt: Die Woche verspotten) war eine britische Panel-Show, bei der sechs Comedians in zwei Teams über aktuelle, zumeist politische Geschehnisse diskutierten und von Moderator Dara Ó Briain Punkte für korrekte Antworten erhielten. Die Sendung wurde vom 5 Juni 2005 bis zum 4 November 2022 in 235 Folgen auf BBC Two ausgestrahlt. Die verschiedenen Runden enthielten Elemente der Stand-up-Comedy und der Aspekt des Quizzens war zugunsten des Humors häufig nebensächlich.

## Format
In jeder Folge traten zwei Teams zu je drei Comedians in 30 Minuten Sendezeit gegeneinander an, während Dara Ó Briain die Sendung moderierte. Dort wurde über zumeist politische Themen der vergangenen Woche diskutiert und diese überspitzt und verspottet. Formal konnten in einigen Runden Punkte durch korrekte Antworten erspielt werden, jedoch stand der Aspekt der Satire und unterhaltender Sprüche im Vordergrund. In den Improvisationsrunden vergab Ó Briain die Punkte nach persönlichem Ermessen, jedoch ohne erkennbares System. In Staffeln, die während der COVID-19-Pandemie entstanden, konnte sich Zuschauende digital zuschalten und wurden als „virtuelles Publikum“ gelegentlich eingeblendet. Die erste Staffel beinhaltete mehr verschiedenen Formate für die verschiedenen Runden, im Laufe der Zeit kristallisierten sich jedoch die folgenden heraus:
- Picture of the Week (übersetzt: Bild der Woche): In dieser Runde wurde den Comedians ein Foto aus der aktuellen Presse gezeigt, von dem dann auf eine aktuelle Schlagzeile geschlossen werden sollte. Nach einigen absichtlich falschen, jedoch lustigen Antworten, löste häufig Hugh Dennis auf. Darauf folgte eine satirische Diskussion über die Geschehnisse, an deren Ende Ó Briain den Sachverhalt noch einmal kurz zusammenfasste.

- If this is the answer, what is a question? (übersetzt: Wenn das die Antwort ist, wie lautet die Frage?): Hierbei wählte ein Comedian eine aus sechs wechselnden Kategorien aus und bekamen daraufhin eine Antwort (eine Zahl und/oder 1–3 Wörter) gezeigt. Anschließend stellte er oder sie eine scherzhafte Frage, zu der die Antwort passte, danach stimmten die anderen mit ein. Nach einigem Hin und Her bat Ó Briain um die richtige Antwort, die zumeist Hugh Dennis gab. Üblicherweise wurde nur eine Kategorie pro Folge gezeigt.

- Wheel of News (übersetzt: Rad der Nachrichten): Hierbei wurde ein Zufallsgenerator mit verschiedenen, breiten Themenfeldern (beispielsweise Bildung oder Sport) benutzt, um nacheinander eine Reihe von Feldern zu benennen, zu denen die Comedians eine Stand-up Performance liefern mussten. In frühen Staffeln erhielt jeder Comedian die Möglichkeit, jedoch wurden gegen Ende nur noch ein Comedian pro Team ausgewählt, damit längere Beiträge geliefert werden konnten. In der letzten Folge trat Dara Ó Briain selbst mit dem Thema Rente an.[1]

- Scenes we’d like to see (übersetzt: Szenen, die wir sehen möchten): Diese Runde bildete den Abschluss einer Folge. Ó Briain nannte pro Folge nacheinander zwei Kategorien, beispielsweise „Unwahrscheinliche Sätze aus einem Blockbuster“[2] oder „Sätze, die ein Sportreporter niemals sagen würde.“[3] Die Teilnehmer traten nun nacheinander in willkürlicher Reihenfolge an ein mittig platziertes Mikrofon heran und gaben eine in wenigen Sätzen zur Kategorie passende Antwort, gefolgt von einem Buzzer. Nachdem beide Kategorien gespielt wurde, vergab Ó Briain nach eigenem Ermessen Punkte und erklärte ein Gewinnerteam für diese Folge. Die Runde weißt deutliche Ähnlichkeiten zu Scenes from a Hat (übersetzt Szenen aus einem Hut) der Unterhaltungssendung Whose Line Is It Anyway? auf.

Seltener, insbesondere in einigen Sonderfolgen, kommen folgende Kategorien hinzu:
- Newsreel (übersetzt: Nachrichten-(Film-)rolle): In dieser Runde wurde ein Video aus den aktuellen Nachrichten ohne Ton gezeigt und einer der Teilnehmenden, zumeist Hugh Dennis, sprach einen improvisierten Text dazu ein.

- Between the Lines (übersetzt: Zwischen den Zeilen): Hierfür wurden zwei Comedians ausgewählt, die eine Pressekonferenz einer bekannten Persönlichkeit vorspielten. Ein Komiker sagte dabei einen für diesen Anlass nicht unwahrscheinlichen Satz, während die andere Person, häufig Hugh Dennis, sagte, was die Person dabei eigentlich denkt. Dies erfolgte immer abwechselnd.

## Teilnehmende

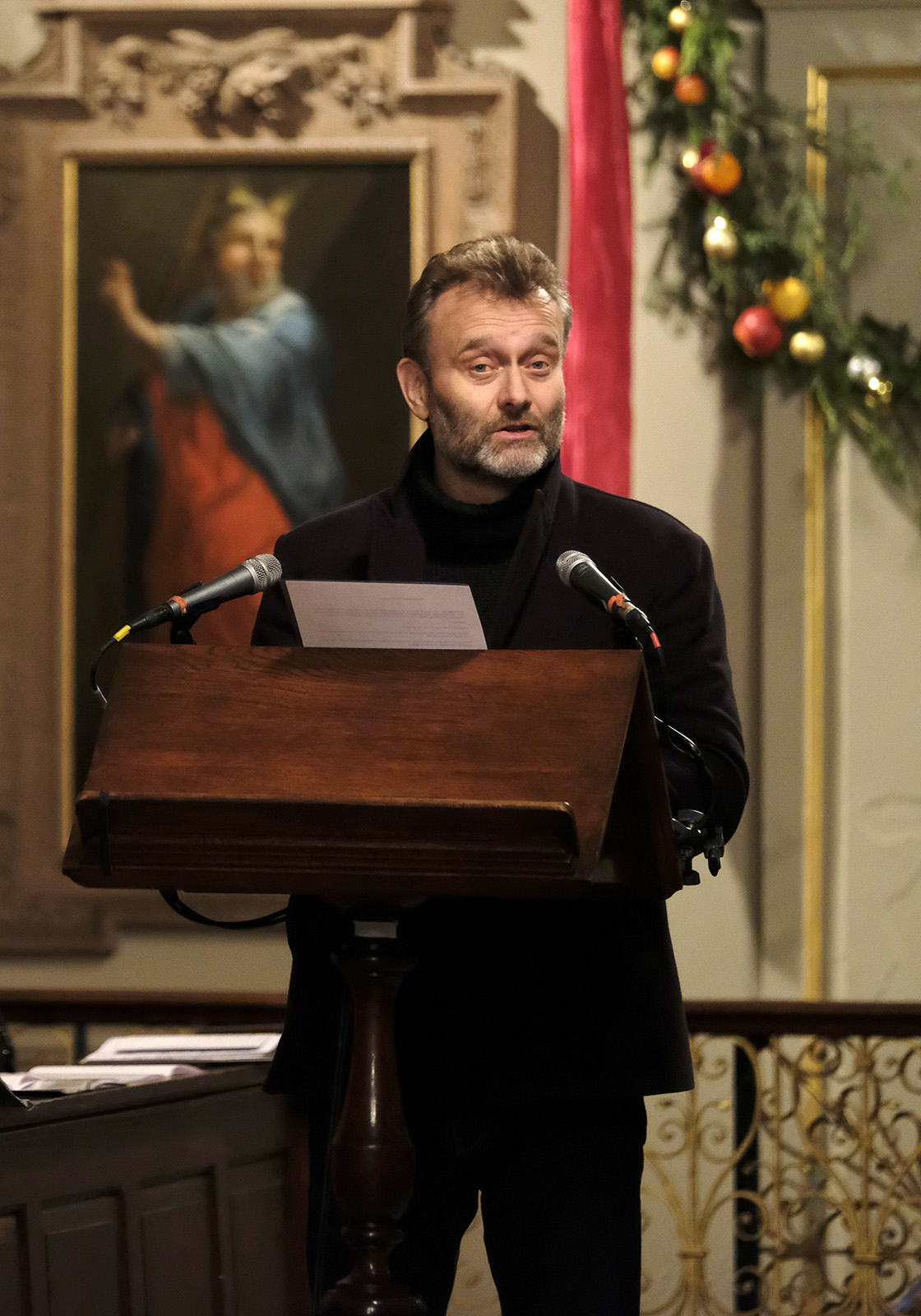
Hugh Dennis bei einer Rede

Zu Beginn wies die Sendungen mehrere Stammgäste auf, jedoch nahm nur Hugh Dennis an allen regulären Folgen als Kandidat teil. Anlässlich der letzten Folge durfte er ein kurzes Segment moderieren. Weitere Personen mit mehr als 40 Auftritten sind: Andy Parson (143), Ed Byrne (110), Milton Jones (80), Russell Howard (67), Frankie Boyle (66), Angela Barnes (54), Ed Gamble (51), Chris Addison (45) und Rhys James (44). Eine Teilnahme konnte in vielen Fällen aufstrebenden Comedians helfen, den Durchbruch in der Branche zu schaffen. Beispielsweise John Oliver, Angela Barnes und Russel Howard wurden durch Mock the Week einem breiten Publikum bekannt.

## Entwicklung
Mock the Week wurde zunächst als etwas weniger politische Variante zu Have I Got News for You geschaffen und enthielt vier Stammgäste: Hugh Dennis, Frankie Boyle, Russell Howard und Andy Parsons. Dadurch standen anderen (und häufig jüngeren) Komikern nur zwei offene Sitze zur Verfügung. Die daraus resultierende „Ellenbogen-Atmosphäre“ führte zu Teilnehmenden, die sich gegenseitig zu überbieten versuchten, um an der Sendung noch einmal teilnehmen zu können. Außerdem bestanden diverse Folgen aus einem rein männlichen Teilnehmerfeld, wodurch sich in Folgen mit weiblicher Beteiligung diese in der aufgeheizten Stimmung nicht immer wohl fühlten. Ó Briain selbst spielte in dieser Zeit mehrfach mit dem Gedanken, deswegen aus der Sendung auszusteigen. 2014 – neun Jahre nach Beginn der Sendung – reagierte die BBC auf diese Kritik und schloss rein männliche Folgen künftig aus. Es verblieb nur Hugh Dennis als Dauergast, wodurch nun fünf wechselnde Sitze zu weniger Konkurrenzkampf untereinander führte. Dadurch konnten auch unerfahrenere Comedians häufiger an der Sendung teilnehmen und so ihren Durchbruch schaffen. Ähnlich verhielt es sich mit der Herkunft der Teilnehmenden, die in frühen Staffel abgesehen von Boyle und Ó Briain meistens aus England stammten. Teilnehmer aus anderen Landesteilen oder mit Migrationshintergrund kamen erst in den späteren Staffeln regelmäßig hinzu und laut Ó Briain, weil „sie die Tür eintraten und dafür gebührt ihnen alleinig die Anerkennung.“
Entgegen einem häufigen Missverständnis hieß die Sendung zu keinem Zeitpunkt Mock of the Week (übersetzt: Spott der Woche), jedoch hat sich dieser leicht abgewandelte Name bei vielen ins Gedächtnis eingebrannt. Besonders Ó Brian äußerte darüber sein Unverständnis, da der korrekte Name während der gesamten Sendung im Hintergrund zu lesen war.
Nach 17 Jahren entschloss sich die BBC, die Sendung trotz regelmäßig etwa 1,5 Millionen Zuschauenden einzustellen, um Platz für neue Formate zu schaffen. Ó Briain kommentierte dies mit „The UK has finally run out of news“ (übersetzt: Dem Vereinigten Königreich sind endlich die Nachrichten ausgegangen). Viele ehemalige Teilnehmende kritisierten die Entscheidung, da es keine Show gäbe, die in vergleichbarem Umfang als Karrieresprungbrett dienen könne.

## Skandale um Frankie Boyle
Frankie Boyle war gleich mehrfach Auslöser von Kontroversen. In der ersten Folge der vierten Staffel im Januar 2007 wurde in der Rubrik Scenes We’d like to See das Thema „What The Queen Didn’t Say in Her Christmas Message“ (übersetzt: „Was die Queen nicht in ihrer Weihnachtsansprache sagte“) vorgegeben. Boyle antwortete darauf „I’m now so old, that my pussy is haunted.“ (übersetzt: „Ich bin nun so alt, dass es in meiner Muschi spukt.“) Nach einer Wiederholung 18 Monate später nahmen einige Zuschauenden daran Anstoß und Mark Thompson, zu der Zeit Generaldirektor der BBC, wurde bei Newsnight dazu befragt. Er verteidigte den Beitrag und sagte, man müsse den Kommentar im Kontext der ganzen Sendung betrachten. David Davies, Parlamentsabgeordneter der Tories, rief indes zum Protest gegen den Sender auf.
2008 sagte Boyle, die Olympiaschwimmerin Rebecca Adlington sähe aus wie jemand, „der sich selbst in der Rückseite eines Löffels betrachte.“ gefolgt von Kommentaren über ihren – aus seiner Sicht – erstaunlich attraktiv aussehenden Freund. Die BBC erhielt nach der Erstausstrahlung 75 Beschwerden, jedoch ohne Konsequenzen für Boyle. Boyle verließ die Show einige Zeit später freiwillig, da sie seiner Meinung nach zu sehr zensieren würde und ernste Themen wie beispielsweise den Irakkrieg ausklammere. Vier Jahre später twitterte Boyle, Adlington habe einen unfairen Vorteil, da ihr Gesicht dem eines Delfins ähnlich sehe.

## Merchandise
Zusätzlich zur Ausstrahlung auf der BBC erschienen die DVDs Mock the Week: Too Hot for TV (2007), Mock the Week: Too Hot for TV 2 (2009) und Mock the Week: Too Hot for TV 3 (2010). Diese enthielten Langfassungen einiger aufgezeichneter Folgen und thematische Zusammenstellungen verschiedener Segmente.
Zwischen 2008 und 2014 erschienen ferner sieben Bücher, die Witze aus der Sendung zum Nachlesen anboten.

## Ableger
Ein amerikanischer Ableger mit Trevor Noah ist aktuell bei Prime Video in der Produktion, aber noch nicht erschienen (Stand Juli 2025). Das ursprünglich geplante Erscheinungsdatum war 2024.

## Auszeichnungen
| Jahr | Preis                      | Kategorie                              | Nominierung    | Ergebnis  |
| ---- | -------------------------- | -------------------------------------- | -------------- | --------- |
| 2009 | TV Quick Awards            | Best Entertainment Show                |                | Nominiert |
| 2010 | British Comedy Awards      | Best Male Comedy Breakthrough Artist   | Jack Whitehall | Nominiert |
| 2010 | British Comedy Awards      | Best Female Comedy Breakthrough Artist | Sarah Millican | Nominiert |
| 2011 | British Comedy Awards      | Best Comedy Breakthrough Artist        | Micky Flanagan | Nominiert |
| 2012 | BAFTA TV Awards            | Best Entertainment Performance         | Dara Ó Briain  | Nominiert |
| 2012 | National Television Awards | Most Popular Comedy Panel Show         |                | Nominiert |
| 2013 | National Television Awards | Most Popular Comedy Panel Show         |                | Nominiert |